# Градска општина Сочимилко
Сочимилко (шп. Xochimilco) је градска општина града Мексика у Мексику. Општина се налази на надморској висини од 2275 м.

## Становништво
Према подацима из 2010. у општини је живело 415007 становника.

### Хронологија
| Година       | 2000                     | 2005                     | 2010                     |
| ------------ | ------------------------ | ------------------------ | ------------------------ |
| Становништво | 369787 (181872 / 187915) | 404458 (199812 / 204646) | 415007 (205305 / 209702) |

### Попис
| \| \| м \| \| \| ж \| \| 0—2 \| 9.559 \| \| \| 8.909 \| \| 3—5 \| 10.381 \| \| \| 10.034 \| \| 6—11 \| 21.093 \| \| \| 20.293 \| \| 12—14 \| 10.409 \| \| \| 10.247 \| \| 15—17 \| 11.305 \| \| \| 10.697 \| \| 18—24 \| 27.231 \| \| \| 26.076 \| \| 60+ \| 16.631 \| \| \| 20.765 \| \| Просек : \| 30,5 \| \| \| 31,6 \| |        |  |  |        |
| |        |  |  |        |
| | м      |  |  | ж      |
| 0—2 | 9.559  |  |  | 8.909  |
| 3—5 | 10.381 |  |  | 10.034 |
| 6—11 | 21.093 |  |  | 20.293 |
| 12—14 | 10.409 |  |  | 10.247 |
| 15—17 | 11.305 |  |  | 10.697 |
| 18—24 | 27.231 |  |  | 26.076 |
| 60+ | 16.631 |  |  | 20.765 |
| Просек : | 30,5   |  |  | 31,6   |

| #   | Индикатор                                                                                        | Вредност |
| --- | ------------------------------------------------------------------------------------------------ | -------- |
| 1   | Становништво од 0 до 2 године                                                                    | 18468    |
| 2   | Мушко становништво од 0 до 2 године                                                              | 9559     |
| 3   | Женско становништво од 0 до 2 године                                                             | 8909     |
| 4   | Становништво са 3 и више година                                                                  | 391458   |
| 5   | Мушко становништво са 3 и више година                                                            | 193207   |
| 6   | Женско становништво са 3 и више година                                                           | 198251   |
| 7   | Становништво са 5 и више година                                                                  | 377887   |
| 8   | Мушко становништво са 5 и више година                                                            | 186306   |
| 9   | Женско становништво са 5 и више година                                                           | 191581   |
| 10  | Становништво са 12 и више година                                                                 | 329657   |
| 11  | Мушко становништво са 12 и више година                                                           | 161733   |
| 12  | Женско становништво са 12 и више година                                                          | 167924   |
| 13  | Становништво са 15 и више година                                                                 | 309001   |
| 14  | Мушко становништво са 15 и више година                                                           | 151324   |
| 15  | Женско становништво са 15 и више година                                                          | 157677   |
| 16  | Становништво са 18 и више година                                                                 | 286999   |
| 17  | Мушко становништво са 18 и више година                                                           | 140019   |
| 18  | Женско становништво са 18 и више година                                                          | 146980   |
| 19  | Становништво од 3 до 5 година                                                                    | 20415    |
| 20  | Мушко становништво од 3 до 5 година                                                              | 10381    |
| 21  | Женско становништво од 3 до 5 година                                                             | 10034    |
| 22  | Становништво од 6 до 11 година                                                                   | 41386    |
| 23  | Мушко становништво од 6 до 11 година                                                             | 21093    |
| 24  | Женско становништво од 6 до 11 година                                                            | 20293    |
| 25  | Становништво од 8 до 14 година                                                                   | 48303    |
| 26  | Мушко становништво од 8 до 14 година                                                             | 24546    |
| 27  | Женско становништво од 8 до 14 година                                                            | 23757    |
| 28  | Становништво од 12 до 14 година                                                                  | 20656    |
| 29  | Мушко становништво од 12 до 14 година                                                            | 10409    |
| 30  | Женско становништво од 12 до 14 година                                                           | 10247    |
| 31  | Становништво од 15 до 17 година                                                                  | 22002    |
| 32  | Мушко становништво од 15 до 17 година                                                            | 11305    |
| 33  | Женско становништво од 15 до 17 година                                                           | 10697    |
| 34  | Становништво од 18 до 24 године                                                                  | 53307    |
| 35  | Мушко становништво од 18 до 24 године                                                            | 27231    |
| 36  | Женско становништво од 18 до 24 године                                                           | 26076    |
| 37  | Женско становништво од 15 до 49 година                                                           | 116571   |
| 38  | Становништво са 60 и више година                                                                 | 37396    |
| 39  | Мушко становништво са 60 и више година                                                           | 16631    |
| 40  | Женско становништво са 60 и више година                                                          | 20765    |
| 41  | Однос између мушкараца и жена                                                                    | 97.9     |
| 42  | Становништво од нуле до 14 година                                                                | 100925   |
| 43  | Становништво од 15 до 64 године                                                                  | 284403   |
| 44  | Становништво од 65 година и више                                                                 | 24598    |
| 45  | Просечан број деце                                                                               | 1.93     |
| 46  | Становништво рођено у ентитету                                                                   | 338288   |
| 47  | Мушко становништво рођено у ентитету                                                             | 169765   |
| 48  | Женско становништво рођено у ентитету                                                            | 168523   |
| 49  | Становништво рођено у другом ентитету                                                            | 69427    |
| 50  | Мушко становништво рођено у другом ентитету                                                      | 31970    |
| 51  | Женско становништво рођено у другом ентитету                                                     | 37457    |
| 52  | Становништво од 5 година и више резидентно у ентитету у јуну 2005. године                        | 366642   |
| 53  | Мушко становништво старосног доба од 5 година и више, резидентно у ентитету у јуну 2005. године  | 180867   |
| 54  | Женско становништво старосног доба од 5 и више година, резидентно у ентитету у јуну 2005. године | 185775   |
| 55  | Становништво од 5 година и више које је живело у другом ентитету у јуну 2005. године             | 7895     |
| 56  | Мушко становништво старије од 5 година које је живело у другом ентитету у јуну 2005. године      | 3756     |
| 57  | Женско становништво старије од 5 година које је живело у другом ентитету у јуну 2005. године     | 4139     |
| 58  | Становништво од 3 године и више које говори аутохтони језик                                      | 9385     |
| 59  | Мушко становништво старо 3 године и више које говори аутохтони језик                             | 4745     |
| 60  | Женско становништво старо 3 године и више које говори аутохтони језик                            | 4640     |
| 61  | Становништво од 3 године и више које говори аутохтони језик и не говори шпански језик            | 56       |
| 62  | Мушко становништво старо 3 године и више које говори аутохтони језик и не говори шпански         | 18       |
| 63  | Женско становништво старо 3 године и више које говори аутохтони језик и не говори шпански језик  | 38       |
| 64  | Становништво старо 3 године и више које говори аутохтони језик и шпански                         | 8239     |
| 65  | Мушко становништво старо 3 године и више које говори аутохтони језик и шпански                   | 4184     |
| 66  | Женско становништво старо 3 године и више које говори аутохтони језик и шпански                  | 4055     |
| 67  | Становништво од 5 година и више које говори аутохтони језик                                      | 9322     |
| 68  | Становништво од 5 година и више које говори аутохтони језик и не говори шпански језик            | 56       |
| 69  | Становништво од 5 година и више које говори аутохтони језик и говори шпански језик               | 8196     |
| 70  | Становништво у домородачким домаћинствима                                                        | 22407    |
| 71  | Становништво са ограничењима у активностима                                                      | 16668    |
| 72  | Становништво са ограниченим ходањем или кретањем, горе или доле                                  | 8601     |
| 73  | Становници са ограничењима вида, чак и уз кориштење сочива                                       | 4895     |
| 74  | Становништво са ограничењима говора, комуникације или конверзације                               | 1365     |
| 75  | Становништво са ограниченим слухом                                                               | 1855     |
| 76  | Становништво са ограничењима при одевању, купању или јелу                                        | 778      |
| 77  | Становништво са ограничењима у опажању или учењу једноставних ствари                             | 789      |
| 78  | Становништво са менталним ограничењима                                                           | 1721     |
| 79  | Становништво без ограничења активности                                                           | 383517   |
| 80  | Становништво од 3 до 5 година које не похађа школу                                               | 7530     |
| 81  | Мушко становништво од 3 до 5 година које не похађа школу                                         | 3884     |
| 82  | Женско становништво од 3 до 5 година које не похађа школу                                        | 3646     |
| 83  | Становништво од 6 до 11 година које не похађа школу                                              | 981      |
| 84  | Мушко становништво од 6 до 11 година које не похађа школу                                        | 498      |
| 85  | Женско становништво од 6 до 11 година које не похађа школу                                       | 483      |
| 86  | Становништво од 12 до 14 година које не похађа школу                                             | 1025     |
| 87  | Мушко становништво од 12 до 14 година које не похађа школу                                       | 569      |
| 88  | Женско становништво од 12 до 14 година које не похађа школу                                      | 456      |
| 89  | Становништво од 15 до 17 година похађа школу                                                     | 16898    |
| 90  | Мушко становништво од 15 до 17 година похађа школу                                               | 8491     |
| 91  | Женско становништво између 15 и 17 година живота у школи                                         | 8407     |
| 92  | Становништво од 18 до 24 године похађа школу                                                     | 21305    |
| 93  | Мушко становништво од 18 до 24 године похађа школу                                               | 10947    |
| 94  | Женско становништво од 18 до 24 године похађа школу                                              | 10358    |
| 95  | Становништво од 8 до 14 година које не може да чита и пише                                       | 860      |
| 96  | Мушко становништво старосног доба од 8 до 14 година које не може да чита и пише                  | 483      |
| 97  | Женско становништво старосног доби од 8 до 14 година које не може да чита и пише                 | 377      |
| 98  | Становништво од 15 година и више које је неписмено                                               | 8376     |
| 99  | Мушко становништво од 15 година и више које је неписмено                                         | 2730     |
| 100 | Женско становништво од 15 година и више које је неписмено                                        | 5646     |
| 101 | Становништво старо 15 и више година без школовања                                                | 9881     |
| 102 | Мушко становништво старо 15 и више година без школовања                                          | 3652     |
| 103 | Женско становништво старо 15 и више година без школовања                                         | 6229     |
| 104 | Становништво старосног доба 15 и више година са непотпуним основним образовањем                  | 20737    |
| 105 | Мушко становништво старосног доба од 15 година и више са непотпуном основним образовањем         | 9083     |
| 106 | Женско становништво старосног доба 15 и више година са непотпуном основним образовањем           | 11654    |
| 107 | Становништво старо 15 и више година са комплетним основним образовањем                           | 38724    |
| 108 | Мушко становништво старо 15 година и више са комплетним основним образовањем                     | 18311    |
| 109 | Женско становништво старо 15 и више година са комплетним основним образовањем                    | 20413    |
| 110 | Становништво старосног доба 15 и више година са непотпуним средњим образовањем                   | 16821    |
| 111 | Мушко становништво старосног доба од 15 година и више са непотпуним средњим образовањем          | 9947     |
| 112 | Женско становништво старосног доба од 15 година и више са непотпуним средњим образовањем         | 6874     |
| 113 | Становништво старо 15 и више година са пуним секундарном образовањем                             | 68437    |
| 114 | Мушко становништво старосног доба од 15 година и више са пуним секундарном образовањем           | 35214    |
| 115 | Женско становништво старосног доба од 15 година и више са пуним секундарном образовањем          | 33223    |
| 116 | Становништво старије од 18 година са постосновним образовањем                                    | 143324   |
| 117 | Мушко становништво старије од 18 година са постосновним образовањем                              | 70270    |
| 118 | Женско становништво старије од 18 година са постосновним образовањем                             | 73054    |
| 119 | Просечна оцена школовања                                                                         | 10.15    |
| 120 | Просечан ниво образовања мушке популације                                                        | 10.27    |
| 121 | Просечан ниво образовања женског становништва                                                    | 10.04    |
| 122 | Економски активно становништво                                                                   | 182565   |
| 123 | Економски активна мушка популација                                                               | 113536   |
| 124 | Економски активна женска популација                                                              | 69029    |
| 125 | Становништво које није економски активно                                                         | 142714   |
| 126 | Мушко становништво које није економски активно                                                   | 44415    |
| 127 | Женско становништво које није економски активно                                                  | 98299    |
| 128 | Запослено становништво                                                                           | 173864   |
| 129 | Запослено мушко становништво                                                                     | 107521   |
| 130 | Запослено женско становништво                                                                    | 66343    |
| 131 | Незапослена популација                                                                           | 8701     |
| 132 | Незапослена мушка популација                                                                     | 6015     |
| 133 | Незапослена женска популација                                                                    | 2686     |
| 134 | Становништво без права на здравствене услуге                                                     | 179132   |
| 135 | Становништво које има право на здравствене услуге                                                | 222238   |
| 136 | Становништво које има право на ИМСС                                                              | 98158    |
| 137 | Становништво које има право на социјално осигурање                                               | 71844    |
| 138 | Становништво које има право на државно социјално осигурање                                       | 515      |
| 139 | Становништво које има право на опште осигурање или здравствено осигурање за нову генерацију      | 36215    |
| 140 | Становништво које је било једном или није било у браку током 12 година и више                    | 117584   |
| 141 | Венчано или уједињено становништво од 12 година и више                                           | 176722   |
| 142 | Становништво које је било у браку или уједињено 12 година и више                                 | 34788    |
| 143 | Становништво са католичком религијом                                                             | 352104   |
| 144 | Протестанти, еванђелисти и библијски следбеници различити од еванђелиста                         | 27016    |
| 145 | Становништво са другим религијама различитим од претходних                                       | 881      |
| 146 | Становништво без религије                                                                        | 19806    |
| 147 | Укупно пописаних домаћинства                                                                     | 101124   |
| 148 | Пописна домаћинства на челу са мушкарцима                                                        | 73737    |
| 149 | Пописна домаћинства на челу са женама                                                            | 27387    |
| 150 | Становништво у пописним домаћинствима                                                            | 402063   |
| 151 | Становништво у пописним домаћинствима на челу са мушкарцима                                      | 305040   |
| 152 | Становништво у пописним домаћинствима на челу са женама                                          | 97023    |
| 153 | Укупно домаћинстава                                                                              | 112943   |
| 154 | Укупно насељених домаћинстава                                                                    | 102778   |
| 155 | Укупно приватних кућа                                                                            | 111289   |
| 156 | Насељени приватни домови                                                                         | 101124   |
| 157 | Укупно насељених приватних кућа                                                                  | 102750   |
| 158 | Ненасељене приватне куће                                                                         | 7291     |
| 159 | Појединачна домаћинства за привремену употребу                                                   | 2874     |
| 160 | Становници у насељеним приватним кућама                                                          | 402063   |
| 161 | Насељеност станара у приватним становима                                                         | 3.98     |
| 162 | Просечно становника по соби у приватним насељеним домаћинствима                                  | 0.98     |
| 163 | Појединачна домаћинства са подовима од различитих материјала од земље                            | 98070    |
| 164 | Појединачна домаћинства у приземљу                                                               | 2364     |
| 165 | Појединачна домаћинства са једном спаваћом собом                                                 | 34539    |
| 166 | Појединачна домаћинства са две спаваће собе и више                                               | 66076    |
| 167 | Појединачна домаћинства са једним собом                                                          | 10056    |
| 168 | Појединачна домаћинства са две собе                                                              | 15387    |
| 169 | Појединачна домаћинства са 3 собе и више                                                         | 75035    |
| 170 | Појединачна домаћинства која имају електрично светло                                             | 100283   |
| 171 | Појединачна домаћинства која немају електрично светло                                            | 374      |
| 172 | Појединачна домаћинства која имају водоводну воду у стамбеном простору                           | 89446    |
| 173 | Појединачна домаћинства која немају водоводну воду у стамбеном простору                          | 11044    |
| 174 | Појединачна домаћинства која имају тоалет                                                        | 99878    |
| 175 | Појединачна домаћинства која имају канализацију                                                  | 98784    |
| 176 | Појединачна домаћинства која немају канализацију                                                 | 1638     |
| 177 | Појединачна домаћинства која имају електрично светло, довод воде из јавне мреже и канализацију   | 88360    |
| 178 | Појединачна домаћинства без икаквих услова                                                       | 538      |
| 179 | Појединачна домаћинства која имају радио                                                         | 92802    |
| 180 | Појединачна домаћинства која имају телевизор                                                     | 98200    |
| 181 | Појединачна домаћинства која имају фрижидер                                                      | 85871    |
| 182 | Појединачна домаћинства која имају машину за веш                                                 | 72325    |
| 183 | Појединачна домаћинства која имају аутомобил или комби                                           | 44093    |
| 184 | Појединачна домаћинства која имају рачунар                                                       | 42185    |
| 185 | Појединачна домаћинства која имају фиксну телефонску линију                                      | 66466    |
| 186 | Појединачна домаћинства која имају мобилни телефон                                               | 73855    |
| 187 | Појединачна домаћинства која имају приступ интернету                                             | 31876    |